# Horia Furtună
Horia Furtună (n. 21 iunie 1888,  Focșani, - d. 8 martie 1952, București) a fost un poet, prozator  dramaturg și mason român. A semnat și cu psudonimele Horia Făget, Mercator, Ariel, Aghiuță , Ion Dracu, Mefistofel, Const. Paul. Între 1916 și 1918, a luptat în  Primul Război Mondial, fiind luat prizonier și internat la Stralsund.

## Debut publicistic
- 1902 în Revista Carmen cu poezia „Prietenii”

## Opera
- 1924 - Făt-Frumos
- 1927 - Păcală
- 1933 - Contesa de Noailles
- 1934 - Iubita din Paris (Premiul Societății Scriitorilor Români)
- 1967 - Balada lunii, antologie și introducere de D. Micu, cuvânt final de E. Speranția

A lăsat 3 piese de teatru în manuscris: Nicolae Bălcescu, O seară la teatru și Băieți buni.

### Literatură de specialitate
- 1915 - Du recours de l 'assureur contre Ies tiers responsables de la realisation du risque dans le contrat d'assurance. Paris
- 1921 - Spre o politică financiară
- 1921 - Ion C. Brătianu